# Fredsframtvingande insatser
Fredsframtvingande insatser (på engelska peace enforcement, PE) är trupper som utför fredsframtvingande operationer. Fredsframtvingande skiljer sig jämfört med fredsbevarande insatser, då de kan agera som part i konflikten, och utan medgivande eller mandat från någon av de inblandade partnerna. De utförs med stöd av kapitel VII i FN-stadgan. Fredsframtvingande insatser används i syfte att genom politiska eller ekonomiska sanktioner eller med våld, tvinga en eller fler parter att hålla sig till ett fredsavtal, eller tvinga dem till att förhandla om fred.
Exempel på fredsframtvingande insatser är International Security Assistance Force (ISAF) som under hela sitt uppdrag verkat under kapitel VII-mandat. Andra exempel är United Nations Operations in Somalia (UNOSOM II) i Somalia 1993–1995, som verkade under samma mandat, i syfte att upprätthålla säkerhet för att möjliggöra humanitär hjälp. På svenska används fredsfrämjande insatser som ett samlingsnamn för både fredsbevarande och fredsframtvingande insatser.